# Коллегианты
Коллегианты — фракция арминиан, принявшая основные положения индепендентов, основана в Лейдене тремя братьями ван дер Кодде, которые после Дортрехтского синода собрали своих последователей в Вармонде, близ Лейдена, а затем в Рейнсбурге (откуда другое название их рейнсбургианцы). 
Коллегианты отвергали всякое духовенство в своих собраниях или коллегиях (отсюда и название), предоставляли мирянам проповедовать и совершать таинства; крещение допускали лишь над взрослыми через погружение. Течение угасло в конце XVIII столетия.